# Poecilopharis woodfordi
Poecilopharis woodfordi är en skalbaggsart som beskrevs av Waterhouse 1887. Poecilopharis woodfordi ingår i släktet Poecilopharis och familjen Cetoniidae. Utöver nominatformen finns också underarten P. w. bukaensis.